# Comuna Velîka Bilîna, Sambir
Velîka Bilîna (în ucraineană Велика Білина) este o comună în raionul Sambir, regiunea Liov, Ucraina, formată din satele Mala Bilîna, Velîka Bilîna (reședința) și Velîka Hvoroșcea.

## Demografie
Componența lingvistică a comunei Velîka Bilîna
     Ucraineană (99,38%)
     Alte limbi (0,62%)
Conform recensământului din 2001, majoritatea populației comunei Velîka Bilîna era vorbitoare de ucraineană (99,38%), existând în minoritate și vorbitori de alte limbi.